# Port lotniczy As-Salihija
Port lotniczy As-Salihija – lotnisko Egiptu, znajduje się w pobliżu miejscowości As-Salihija.